# Cernosvitoviella microtheca
Cernosvitoviella microtheca är en ringmaskart som beskrevs av Rota och Healy 1999. Cernosvitoviella microtheca ingår i släktet Cernosvitoviella och familjen småringmaskar. Arten är reproducerande i Sverige. Inga underarter finns listade i Catalogue of Life.